# Зепп, Иоганн Непомук
Иоганн Непомук Зепп (нем. Johann Nepomuk Sepp; 7 августа 1816, Бад-Тёльц — 5 июня 1909, Мюнхен) — католический богослов, историк и археолог, преподаватель истории и теологии в Мюнхене.

## Биография
Профессор Мюнхенского университета, по образу мыслей близкий к Шеллингу и Гёрресу. Основные взгляды Зеппа изложены в его «Chronologie mit vollständiger Berichtung der christlichen Zeitrechnung».
Написал также:
- «Leben Jesu» (против Штрауса, 2 изд. 1854—1862);
- «Das Heidenthum und dessen Bedeutung für das Christenthum» (Регенсб., 1853),
- направленные против Э. Ренана и Штрауса «Thaten und Leben Jesu in ihrer weltgeschichtlichen Begläubigung» (Шафгауз. 1864) и
- «Geschichte der Apostel vom Tode Jesu bis zur Zerstörung Jerusalems» (2 изд. Шафгауз. 1872—1876);
- «Neue architektonische Studien und historisch-diplomatische Forschungen in Palästina» (Вюрцб. 1867); «Das Hebräerevangelium» (Мюнх. 1870).

Исторические сочинения Зеппа:
- «Beiträge zur Geschichte des bayr. Oberlandes» (Аугсб. 1853—1854);
- «Ludwig Augustus oder das Zeitalter der Wiedergeburt der Künste» (Шафгауз. 1869),
- «Altbayrischer Sagenschatz, zur Bereicherung der indogermanischen Mythologie» (Мюнх. 1876).

К юбилею своего учителя Гёрреса Зепп издал: «Görres und seine Zeitgenossen» (Нердл. 1877).
По поручению Бисмарка, Зепп, со своим сыном Бернгардом, предпринял в 1874 путешествие на Восток («Meerfahrt nach Tyrus zur Ausgrabung der Kathedrale von Tyrus» Лпц. 1879) и привёз много древностей в берлинские музеи. Кроме учёных сочинений Зепп написал несколько драм. Был членом франкфуртского парламента и баварской палаты депутатов.